# レフトウィッチ (駆逐艦)
|          | |
| 艦歴     | |
| 発注     | 1974年1月15日 |
| 起工     | 1976年11月12日 |
| 進水     | 1978年4月8日 |
| 就役     | 1979年8月25日 |
| 退役     | 1998年3月27日 |
| その後   | 2003年8月1日に標的艦として沈没 |
| 除籍     | 1998年3月27日 |
| 性能諸元 | |
| 排水量   | 満載：9,255トン |
| 全長     | 172 m (563 ft) |
| 全幅     | 16.8 m (55 ft) |
| 吃水     | 8.8 m (29 ft) |
| 機関     | ゼネラル・エレクトリックLM2500 4基、80,000shp COGAG方式、2軸推進 |
| 最大速力 | 30 ノット （公式値） |
| 航続距離 | 6,000 海里 (11,000km、20ノット時) |
| 乗員     | 士官25名、兵員273名 |
| 兵装     | 54口径Mk.45 5インチ単装砲 2基 Mk.143 4連装装甲発射機（トマホーク SLCM用）2基 Mk.112 アスロック 8連装発射機 1基(後日撤去) Mk.29シースパロー 8連装発射機 1基 Mk.141 ハープーン 4連装発射筒 2基 Mk.15 20mmファランク スCIWS 2基 Mk.38 25mm単装機銃 2門 Mk.32 短魚雷3連装発射管 2基 |
| 航空機   | SH-60 シーホークLAMPSIII 2機搭載可能 |
| モットー | Superiority Through Teamwork |

USSレフトウィッチ (USS Leftwich, DD-984) は、アメリカ海軍の駆逐艦。スプルーアンス級駆逐艦の22番艦。艦名はウィリアム・G・レフトウィッチ中佐に因む。

## 艦歴
レフトウィッチは1976年11月12日にミシシッピ州パスカグーラのインガルス造船所で起工し、1978年4月8日進水、1979年8月25日に就役した。就役から1985年3月までサンディエゴ海軍基地を母港として活動する。
1982年11月29日、レフトウィッチはフィリピンのスービック湾東40マイルの海域でトーマス・A・エジソン (USS Thomas A. Edison, SSBN-610) と衝突した。両艦共に演習参加中の出来事であった。トーマス・A・エジソンは衝突時、浮上準備にあり潜望鏡深度を航行していた。双方共に損傷し、スービック湾に帰投した。トーマス・A・エジソンはセイルと水平舵、ソナードームを損傷し、レフトウィッチは右舷シャフトおよびスクリューの羽二枚を損傷した。2ヶ月後にトーマス・A・エジソンは浮上したままピュージェット・サウンド海軍造船所に移動し、修理を受けること無く退役した。
1983年、レフトウィッチは荒海を高速航行したことで船体およびソナーウィンドウを損傷した。
1985年4月1日、母港が真珠湾海軍基地に変更される。レフトウィッチはその後退役まで真珠湾を母港として活動した。
レフトウィッチは第3対潜ヘリ飛行隊第5分遣隊と共に母港の真珠湾に到着した。5ヶ月半の展開で、レフトウィッチは200隻以上の商船の臨検を行った。レフトウィッチは初めてトマホーク巡航ミサイルを搭載した艦の内の一つで、実戦でトマホークを再搭載した最初の艦であった。ヘリコプターとSEALsを搭載し、初めてイラク領域を占領、戦時捕虜を捕獲した。そして、16回の戦闘捜索および救助任務に従事した。
その経歴中にレフトウィッチは8回の西太平洋、インド洋およびペルシャ湾での配備が行われた。湾岸戦争では砂漠の盾および砂漠の嵐作戦にも参加している。
レフトウィッチは1998年3月に退役した。その後2003年8月1日に標的艦として北緯22度48分47秒 西経160度34分00秒 / 北緯22.81306度 西経160.56667度の海域で海没処分された。

## 参照
- この記事はアメリカ合衆国政府の著作物であるDictionary of American Naval Fighting Shipsに由来する文章を含んでいます。